# Joanne Shaw Taylor
Joanne Shaw Taylor (Wednesbury, febbraio 1985) è una cantante e chitarrista britannica.

## Biografia
Joanne Shaw Taylor ha pubblicato il suo album di debutto White Sugar nel 2009, seguito un anno dopo da Diamonds in the Dirt. Tra il 2010 e il 2011 ha vinto tre premi ai British Blues Awards mentre tra il 2013 e il 2019 ha piazzato tre dischi nella Official Albums Chart, raggiungendo il suo miglior piazzamento nel 2016 con Wild alla 19ª posizione. Nel 2017 è partita per un tour solista, a maggio 2018 ha accompagnato i Foreigner e ad ottobre del medesimo anno si è esibita in occasione di date britanniche.

## Discografia

### Album in studio
- 2009 – White Sugar
- 2010 – Diamonds in the Dirt
- 2012 – Almost Always Never
- 2013 – Songs from the Road
- 2014 – The Dirty Truth
- 2016 – Wild
- 2019 – Reckless Heart
- 2021 – The Blues Album

### EP
- 2020 – Reckless Blues